# 2023年オーストラリア国民投票
2023年オーストラリア国民投票（2023ねんオーストラリアこくみんとうひょう、英語: Australian Indigenous Voice referendum）は、オーストラリアにおいて2023年10月14日に執行された国民投票である。同国憲法を改正してアボリジニとトレス海峡諸島民を先住民と認め、議会や政府に意見を表明できる代表機関を設置することの是非が問われたが、反対が多数となり、憲法改正は否決された。設置が想定されていた代表機関の名称が「ボイス」(The Voice)であったことから、この国民投票はThe Voiceとも呼ばれた。同国では1999年以来、約四半世紀ぶりの国民投票である。

## 実施に至った推移
1967年5月27日にオーストラリアで憲法改正を問う国民投票が執行され、その2問目は先住民のアボリジニとトレス海峡諸島民についての項目であった。投票の結果、賛成90.77％という圧倒的大差で憲法改正が承認され、アボリジニとトレス海峡諸島民の人々も国勢調査で集計対象になったほか、連邦政府は先住民のための法律を制定する責任を負うこととなった。2012年と2015年、連邦議会に先住民に関する報告書が提出され、アボリジニとトレス海峡諸島民をオーストラリアの先住民と憲法に明記するよう提言されたが、国民投票評議会が先住民と数多く対話を続けた結果、そうした憲法改正は支持されなかったと結論づけ、評議会はこの提案を却下した。憲法第51条第26項に明記されている、連邦議会がアボリジニとトレス海峡諸島民に関する特別法を制定することを認める権利、通称「人種権力」(race power) についても差別的にもなり得るとして削除が検討されたが、先住民が評議会にて削除に反対したため、最終的に却下された。
2017年5月24日には先住民アボリジニの指導者らがウルルと呼ぶエアーズロックに集結し、アボリジニを憲法でどのように明記すべきかを3日間に渡って議論した。その結果、先住民にはコミュニティーに影響を与えるような法律に対する発言権がないことを理由に、憲法で定められている先住民の全国代表機関「先住民の声」(First Nations Voice) の設置を求める『心からのウルル声明』と題した嘆願書を作成し提出した。これに基づき同年7月17日、国民投票評議会はマルコム・ターンブル首相と野党・労働党のビル・ショーテン党首に対し、先住民代表機関「議会への声」を設立するための住民投票を実施するよう勧告する報告書を提出した。
その後、国民投票に向けた動きはしばらく停滞する。2019年5月26日、スコット・モリソン首相は第2次内閣のオーストラリア先住民大臣にアボリジニのケン・ワイアット議員を起用した。7月10日、ワイアットは2022年までに国民投票を実施すると表明。しかし選挙実施には政府と先住民指導者との間で合意が形成される必要があり、2020年6月12日にワイアットは政府が国民投票の実施を支持するとはしたものの急ぐ必要はないと表明し、実施時期については明確にしなかった。しかしこの時期、アメリカ合衆国では黒人に対する差別撤廃などを主張するブラック・ライヴズ・マター運動が全土で大きな盛り上がりを見せていたこともあり、連邦議会でも先住民の声を求める動きが再び勢いを増していた。
2021年12月17日、モリソン政権は先住民代表機関に関する詳細な設計を公表し、アボリジニとトレス海峡諸島民といった先住民に影響を与える国内の法律、政策、プログラムについて、先住民が直接発言できるようにするものとされ、「地方および地域の声」と連邦議会と政府の両方に提言を行える「国民の声」を設置することとした。しかし『心からのウルル声明』で求められていた憲法改正ではなく、立法化ですませる方針も表明され、野党・労働党からは失敗だと批判の声が挙がった。政府の方針に対し先住民側はあくまで憲法改正を求め、また先住民の法律専門家も連邦議会への発言を恒久的な取り決めとするには憲法改正が必要と主張した。2022年4月上旬には先住民の指導者層がケアンズとヤラバにて大規模な集会を開催し、国民投票を実施するのは2023年5月27日または2024年1月27日が理想的だとした。前者は1967年憲法改正投票日から56周年、また『心からのウルル声明』6周年にあたる日付であり、後者はちょうどその半年後である。
2022年5月21日の総選挙では先住民の少数派を憲法で認め、彼らの生活に影響を与える決定については事前に協議することを政府に義務づけさせることを公約としていた野党・労働党が勝利し、アンソニー・アルバニージー党首は3年間の首相任期中に先住民による諮問機関「議会への声」の設置を問う憲法改正を実施することを宣言した。同年7月30日には国民投票の質問草案を発表した。また新たに設置する先住民代表機関は議会第3院ではないとも発言した。2023年2月23日には憲法改正の手続きを進める方針を表明。3月23日には憲法改正案を発表した。憲法改正発議を行う『2023年連邦憲法改正法案』は5月下旬に下院を通過、6月19日に上院も通過して成立し、国民投票の実施がこれで確定した。8月30日、一般投票日を10月14日とすることが発表された。9月11日午後にデイヴィッド・ハーレイ総督が選挙管理委員会に対して国民投票に関する令状を発行し、国民投票が正式に開始された。
10月2日に一部地域で期日前投票が開始され、10月14日に一般投票が執行された。

## 国民投票の概要

### 質問文
以下の設問にYes（はい）もしくはNo（いいえ）で答える。

原文:
"A Proposed Law: to alter the Constitution to recognise the First Peoples of Australia by establishing an Aboriginal and Torres Strait Islander Voice.
Do you approve this proposed alteration?"
日本語訳: 
法律案: アボリジニおよびトレス海峡諸島民の「ボイス」を設置することにより、「最初のオーストラリア人」であることを承認するために憲法を改正する。この改正案に賛成ですか？

### 有権者
18歳以上のすべてのオーストラリア国民が投票権を有する。
有権者登録者数: 1767万6347人

### 投票方法
全有権者に投票が義務付けられており、投票所での一般投票、期日前投票、郵便投票が利用できる。投票しない場合は無投票通知を受け、罰金を課せられる可能性もある。
一般投票は全国7,000以上の投票所にて、現地時間10月14日午前8時から午後6時まで行われる。期日前投票は10月2日以降（地区によっては3日）に開始される期日前投票センターにて可能。郵便投票は9月11日午後6時に受付を開始し、10月11日午後6時までに完了させる必要がある。このほか視覚障害者や弱視の有権者は電話投票も利用が可能である。
海外で投票する場合は約100カ所設置される海外対面投票センターで投票することができる。海外からの郵便投票も可能。南極に滞在している有権者は電話投票も可能。

### 憲法改正の要件
憲法改正が承認されるためには、国民投票で賛成が全国で過半数となり、かつ6州中4州以上で過半数となる必要がある。

## 具体的な内容

### 憲法改正箇所
- 第8章128条の末尾に、第9章『アボリジニおよびトレス海峡諸島民の認識』を追加する[19]。
- 第9章129条に、これら先住民が最初のオーストラリア人 (First Peoples of Australia) であることを明記する[19]。
- 先住民問題に関する意見を議会と連邦政府に反映させる機関「ボイス」(The Voice) を新設する[19]。

### 先住民諮問機関
- 先住民に関連する問題で、議会や政府に意見を表明することができる[17]。
- 代表機関の構成、機能、権限、手続きについては議会が憲法に従って定める権限を持つ[17]。
- 法案などへの拒否権は持たない[17]。

## 賛否

### 各党の意見
国民投票を主導した労働党に対し、自由党は「ボイス」の設置と憲法改正案について反対の立場であった。しかし憲法改正発議については国民が意思を表明する機会は確保すべきとの理由から影の内閣の閣僚以外には党議拘束をかけず、下院の採決では21人が賛成に回っている。国民投票で自由党は猛烈な反対運動を繰り広げ、憲法改正への支持は下落の一途をたどった。少数政党では、緑の党は賛成、中道右派の国民党は反対であった。ただし先住民を最初のオーストラリア人とすることについては概ね史実と認められており、改憲賛成派・反対派ともに異論はなかった。

### 世論調査の推移

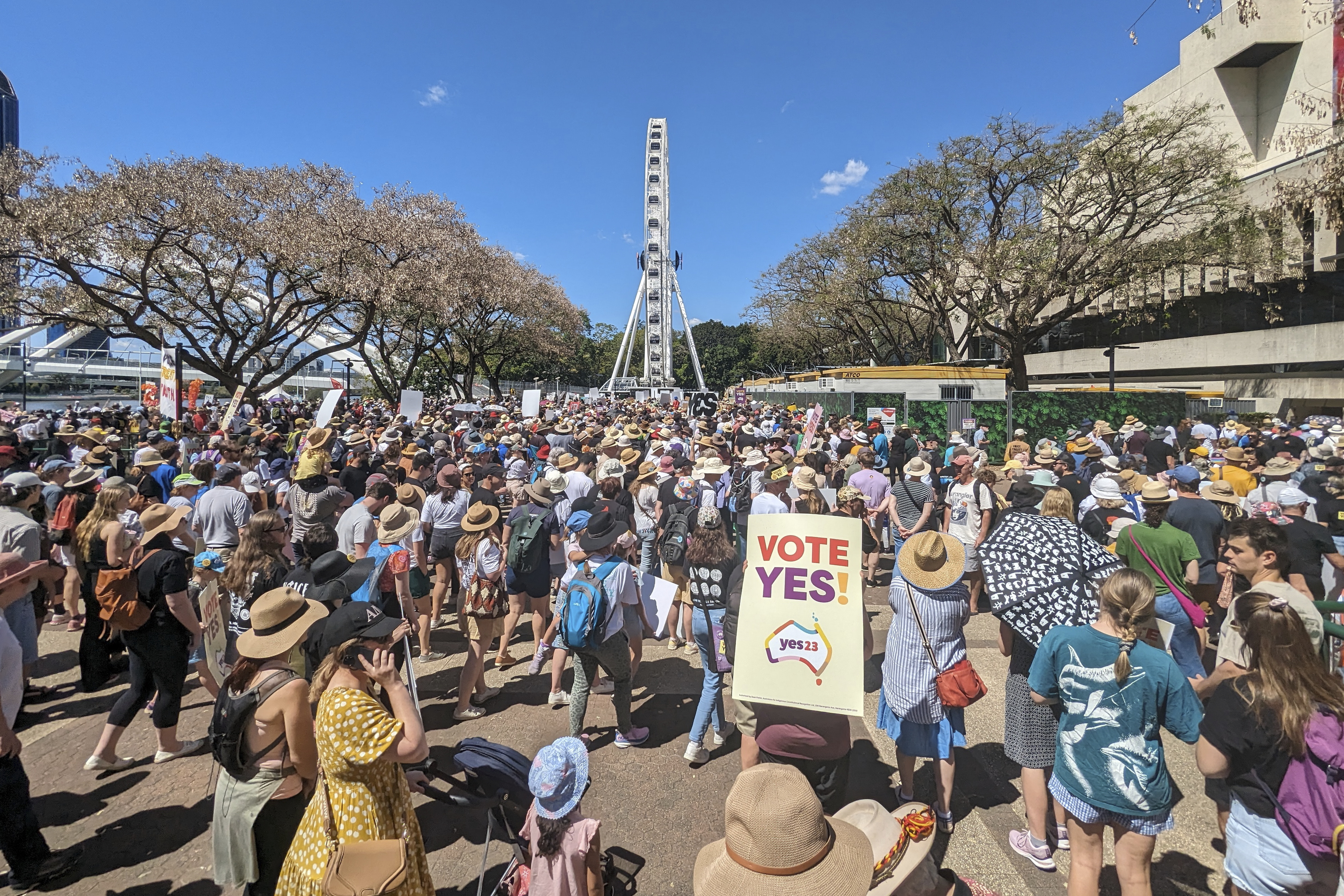
ブリスベンで2023年9月17日に行われた、憲法改正賛成派による選挙キャンペーン。

シドニー・モーニング・ヘラルド紙が有権者を対象とした世論調査では、2023年1月、4月はともに賛成58、反対42％と賛成が反対を上回っていたが、6月上旬に行った調査では賛成49、反対51％と逆転した。7月にオーストラリアン紙が行った調査では賛成41、反対48％と差が開いた。賛否が拮抗する事態に国内では賛成派、反対派の議論や宣伝が激化し、アルバニージーも引き締めに躍起となった。しかし時を追うごとに支持は低下していき、9月上旬にオーストラリアン紙が実施した調査では賛成38、反対53％と賛成はさらに少なくなり、この時点ですでに逆転はかなり厳しい状況となっていた。憲法改正を主導する労働党の支持者に限っても、2月時点で賛成派7割を超えていたが、この調査では61％と支持を失い、またアルバニージー政権の支持率そのものが46％と2カ月前より6ポイント低下した。一般投票開始直前の10月上旬に各報道機関が行った世論調査ではいずれも反対が賛成に大差をつけており、この時点で否決されることはほぼ確実視されていた。

### 先住民の賛否
元々は先住民からの嘆願書を受けて始まった憲法改正であったが、結果的には先住民内でも賛否が分かれる事態となり、それが一般国民からの賛成が減った理由の一因になったとも言われる。非先住民との格差是正を期待する賛成が主流ではあったが、非先住民と敵対すべきではないとする右派、改憲案には実効性がないとする左派の意見もあり、意見がまとまることはなかった。

### 賛成意見
- 先住民は過去に白人から迫害された歴史を持ち、現在も両者の経済格差は大きい。憲法改正は、和解と国民統合の機会となる[18]。

### 反対意見
- 先住民の代表機関を設置すれば、先住民は統治の特権を得る[33]。
- 先住民の代表機関を設置することは国民の分断を誘発する[18]。憲法で人種による線引きを行うことは許されない[33]。
- 先住民の代表機関は国防から金融政策まであらゆることに介入するだろう（賛成派は誤った情報だと反論）[30]。
- 政府が代表機関の権限や人選方法などを具体的に示していない[20]。

## 投票結果
2023年10月14日の投票締切後に即日開票され、6州全てで反対多数となったため憲法改正案は否決された。アルバニージー首相はこの結果を受け入れ、先住民を支援するための代替策を検討する方針を表明した。
| 2023年オーストラリア国民投票 | 2023年オーストラリア国民投票 | 2023年オーストラリア国民投票 |
| 賛 否                        | 得票数                       | 得票率                       |
| ---------------------------- | ---------------------------- | ---------------------------- |
| 反対                         | 9,452,792                    | 60.06%                       |
| 賛成                         | 6,286,894                    | 39.94%                       |
| 総計                         | 15,739,686                   | 100.0%                       |
| 有効票数（有効率）           | 15,739,686                   | 99.02%                       |
| 無効票数（無効率）           | 155,545                      | 0.98%                        |
| 投票者数（投票率）           | 15,895,231                   | 89.95%                       |
| 有権者数                     | 17,671,784                   | 100.0%                       |
| 出典: AEC                    |                              |                              |

| 投票区域                       | 賛成      | 賛成   | 反対      | 反対   | 無効    |
| 投票区域                       | 票数      | 比率   | 票数      | 比率   | 無効    |
| ------------------------------ | --------- | ------ | --------- | ------ | ------- |
| ニューサウスウェールズ州 (NSW) | 2,058,764 | 41.04% | 2,957,880 | 58.96% | 57,285  |
| ビクトリア州 (VIC)             | 1,846,623 | 45.85% | 2,180,851 | 54.15% | 39,038  |
| クイーンズランド州 (QLD)       | 1,010,416 | 31.79% | 2,167,957 | 68.21% | 27,266  |
| 南オーストラリア州 (SA)        | 417,745   | 35.83% | 748,318   | 64.17% | 11,478  |
| 西オーストラリア州 (WA)        | 582,077   | 36.73% | 1,002,740 | 63.27% | 13,454  |
| タスマニア州 (TAS)             | 152,171   | 41.06% | 218,425   | 58.94% | 3,967   |
| 北部準州(NT)                   | 43,076    | 39.70% | 65,429    | 60.30% | 820     |
| 首都特別地域 (ACT)             | 176,022   | 61.29% | 111,192   | 38.71% | 2,237   |
| 合計                           | 6,286,894 | 39.94% | 9,452,792 | 60.06% | 155,545 |

出典: 2023 Referendum - National results